# Simon (film, 2004)
Pour les articles homonymes, voir Simon.
Pour plus de détails, voir Fiche technique et Distribution.
Simon est un film néerlandais réalisé par Eddy Terstall, sorti en 2004.

## Synopsis
Camiel Vrolijk, un dentiste réservé et homosexuel se lie d'amitié avec Simon Cohen, un propriétaire de coffee shop extraverti et hétérosexuel.
Un jour, les médecins apprennent à qu'il a une tumeur au cerveau qui va le tuer. Camiel décide de passer du temps avec son vieil ami qui décide recourir à l'euthanasie.

## Fiche technique
- Titre : Simon
- Réalisation : Eddy Terstall
- Scénario : Eddy Terstall
- Musique : Paul de Munnik
- Photographie : Willem Nagtglas
- Montage : Ben Isaacs
- Production : Imko Nieuwenhuijs
- Société de production : Fortissimo Films, Spaghetti Film, Vrijzinnig Protestantse Radio Omroep
- Société de distribution : A-Film Distribution (Pays-Bas), Strand Releasing (États-Unis)
- Pays :  Pays-Bas
- Genre : Comédie dramatique
- Durée : 102 minutes
- Dates de sortie : 
  -  Pays-Bas : 30 septembre 2004

## Distribution
- Cees Geel : Simon Cohen
- Marcel Hensema : Camiel Vrolijk
- Rifka Lodeizen : Sharon
- Nadja Hüpscher : Joy
- Eva Duijvestein : Ellen
- Daan Ekkel : Marco
- Dirk Zeelenberg : Bram
- Stijn Koomen : Nelson
- Johnny de Mol : Floris
- Maria Kooistra : Gwen
- Femke Lakerveld : Adrienne
- Natasja Loturco : Astrid, l'assistance de Camiel
- Araba Walton : Gisela
- Medi Broekman : Priscilla
- Jeroen Willems : Huisarts

## Distinctions
Le film a reçu 6 nominations aux Veaux d'or et a remporté 3 prix : Meilleur film, Meilleur réalisateur et Meilleur acteur pour Cees Geel.